# Plivot

Plivot este o comună în departamentul Marne, Franța. În 2009 avea o populație de 746 de locuitori.